# شانتال بودوكس
وإسمها الكامل شانتال ناتالي بودوكس خيمينيز (بالإسبانية: Chantal Nathaly Baudaux Jiménez) وهي ممثلة وعارضة أزياء فنزويلية من أصل فرنسي إسباني ولدت في يوم 4 يناير 1980 في مدينة كاراكاس عاصمة فنزويلا.

## روابط خارجية
- شانتال نتالي بودوكس على موقع IMDb (الإنجليزية)
- شانتال نتالي بودوكس على موقع قاعدة بيانات الفيلم (الإنجليزية)